# Горбаль, Константин Гаврилович
Константин Гаврилович Горбаль (укр. Кость Гаврилович Горбаль, псевдонимы и криптонимы: К. Н. Rumer, Г-ль, K. h.; 29 мая 1836, Тысменица — 14 января 1903, Перемышль) — педагог, поэт, писатель, общественный и культурный деятель, журналист. Принадлежал к украинофильскому течению.

## Биография
Экстерном окончил Черновицкую гимназию (1861), работал домашним учителем на Буковине, затем в 1861—1864 годах учился на философском отделении Львовского университета.
В 1865 году был издателем и редактором журнала «Нива» (вышло 20 номеров), в 1867 году — газеты «Русь» (вместе с Ф. И. Заревичем).
С 1868 года преподавал в гимназиях Тернополя, с 1877 — Стрыя, с 1891 — Перемышля, с 1883 — профессор.
В перемышльской гимназии учил И. М. Зилинского, другие его воспитанники — Е. Г. Олесницкий, В. Ю. Охримович, И. С. Брик, П. С. Карманский.
Дружил с В. М. Белозерским, Ю. А. Федьковичем (Горбалю посвящена его поэма «Новобранчик», 1862), И. Франко, П. Свенцицким и другими.
Умер 14 января 1903 года в Перемышле (Польша).

## Творчество
Первыми литературными попытками были его общественно-просветительские беседы, опубликованные ещё в 1861 году.
Вместе с А. Кобылянским опубликовал брошюры «Słovo na słovo do redactora „Słova“» и «Holos na holos dlia Halyèyny» (обе — Черновцы, 1881), в которых выступил с предложением латинизировать украинский язык по чешскому образцу. Автор статей «З питання про малоруську літературу» (1877), «Відносини між поетами й суспільністю», «Відчит про М. Шашкевича» (обе — 1904), «Як повстають пом’якшені приголосні у польській та українській мовах» (1881), «Різниця в пом’якшенні приголосних у польській та українській мовах» (1881).
Основные произведения Горбаля-писателя — «Спомини з молодих літ» (1887), автобиографические рассказы «Мати», «Виїзд на посаду» и «Три брати шукають долі» (все — 1904), политические очерки, юмористические и сатирические фельетоны. Большинство его произведений были упорядочены и опубликованы А. Г. Барвинским во львовской газете «Руслан» (1904). В рукописи остался польский перевод рассказа Марко Вовчка «Одарка».

## Память
Одна из улиц города Тысменица названа в его честь.
Личный архив Горбаля хранится в ЛННБУ им. В. Стефаника.